# Lincoln-Zephyr
De Lincoln-Zephyr is een lijn van luxewagens die geproduceerd werd door de Lincoln-divisie van Ford van 1936 tot 1942. De naam Zephyr, afgeleid van de Griekse god van de westenwind Zephyros, verwijst naar zijn aerodynamisch ontwerp.

## Geschiedenis
De lincoln-Zephyr werd op de markt gebracht in 1936 om de kloof tussen de Ford V8 DeLuxe en de Lincoln Model K te overbruggen, zowel qua grootte als prijs. De Lincoln-Zephyr zou als basis dienen voor de eerste Lincoln Continental, de langstlopende modelnaam van het merk Lincoln.
De lincoln-Zephyr slaagde er eind jaren dertig in om de verkoop bij Lincoln opnieuw op gang te brengen. Na de stopzetting van het Model K in 1940 verschoof het aanbod van Lincoln uitsluitend naar de Lincoln-Zephyr. Vanaf 1941 waren alle Lincolns op de Zephyr gebaseerd en werd het merk Lincoln-Zephyr uitgefaseerd.
De productie van Amerikaanse auto's werd in 1942 stopgezet toen het land in de Tweede Wereldoorlog betrokken raakte. In 1946 hervatte Lincoln, net als de meeste andere autofabrikanten, de productie van zijn vooroorlogse lijnen. De naam Zephyr werd echter na 1942 niet meer gebruikt. De productie van vooroorlogse modellen liep nog tot 1948.
Het idee om een kleinere en modernere luxeauto uit te brengen die het gat in het traditionele Lincoln-aanbod moest vullen werd naderhand meerdere keren opnieuw toegepast met de Lincoln Lido uit 1949, de Lincoln Versailles uit 1977, de zevende generatie Lincoln Continental uit 1982 en de Lincoln LS uit 2000.
De naam Zephyr werd in 2006 nieuw leven ingeblazen voor de spirituele opvolger van de Lincoln-Zephyr, de Zephyr, die al snel werd omgedoopt tot Lincoln MKZ in 2007. In 2022 verscheen er opnieuw een vierdeurs sedan met de naam Zephyr die uitsluitend op de Chinese markt aangeboden wordt.

## Modellen

### Lincoln-Zephyr V-12 (1936-1940)
De Lincoln-Zephyr V-12 werd geïntroduceerd op 2 november 1935 en had een uiterst modern ontwerp op basis van een zelfdragende carrosserie met een laag hellende voorruit, geïntegreerde spatborden en een gestroomlijnd aerodynamisch ontwerp. Het was een van de eerste succesvolle gestroomlijnde auto's na de geflopte Chrysler Airflow.
De Lincoln-Zephyr werd aanvankelijk aangeboden als tweedeurs of vierdeurs sedan. In 1937 werd de tweedeurs sedan omgedoopt tot Coupe-Sedan en werd het aanbod uitgebreid met een Coupe en een formele Town-Limousine. In 1938 werden een Convertible Coupe en een Convertible Sedan toegevoegd. In 1940 werd de kofferruimte vergroot. De Coupe-Sedan werd vervangen door de Club Coupe en de Convertible Sedan werd geschrapt.
De wagen werd aangedreven door een 110 pk (SAE gross) sterke 4,4-liter V12-motor met zijkleppen, in tegenstelling tot de V8- en de 8-in-lijn-motoren van zijn concurrenten. De wagen haalde een topsnelheid van 145 km/u. Het remsysteem bestond uit vier mechanisch bediende trommelremmen. De enige opties die werden vermeld waren een elektrisch klokje, lederen bekleding en een bijpassende kofferset van Louis Vuitton.

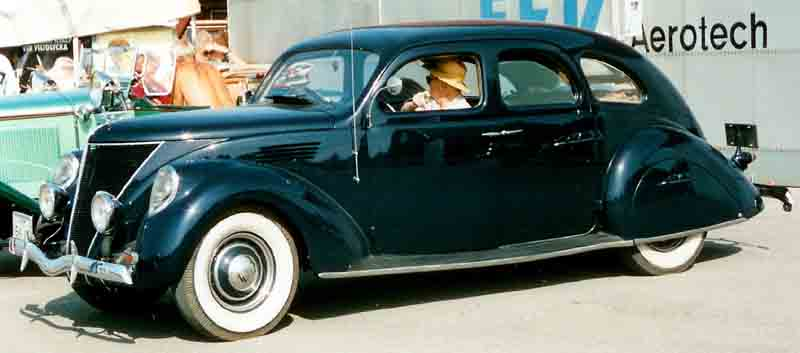
Lincoln-Zephyr V-12 4-deurs sedan (1936)
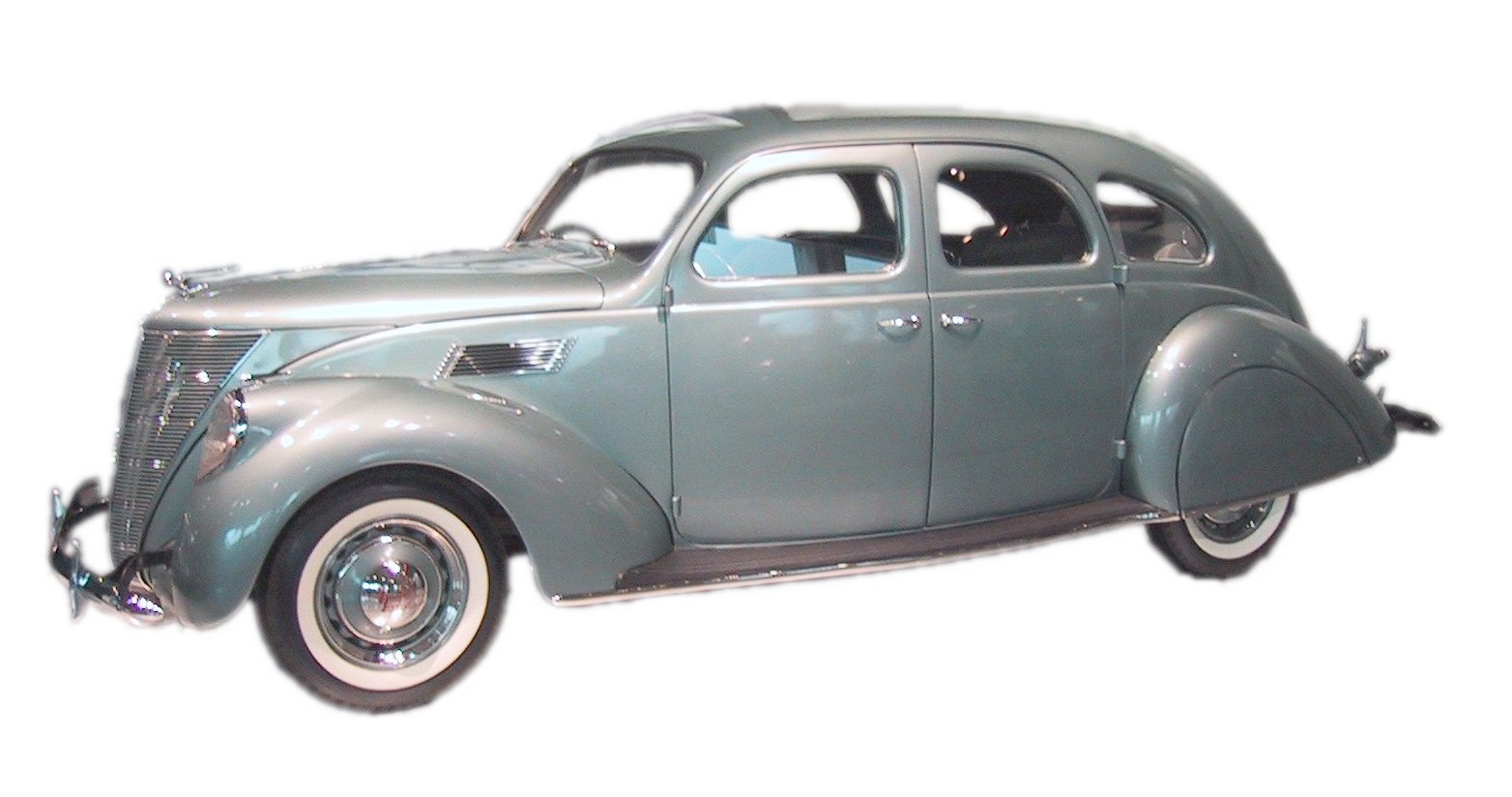
Lincoln-Zephyr V-12 4-deurs sedan (1937)
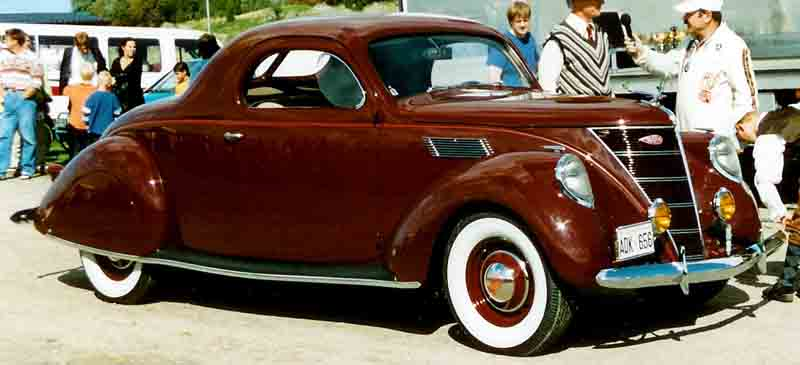
Lincoln-Zephyr V-12 Coupe (1937)
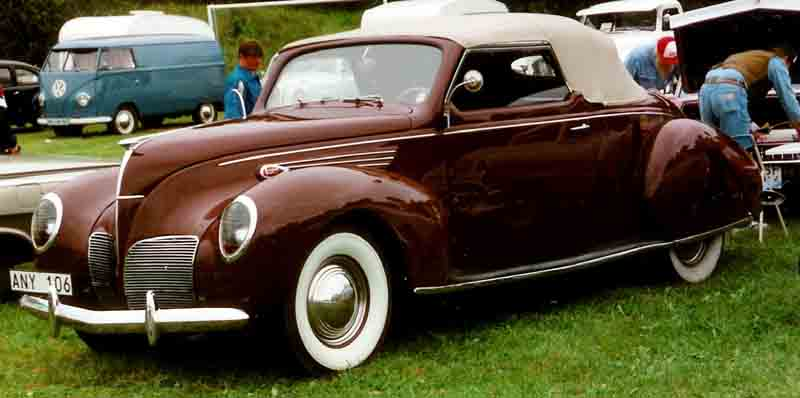
Lincoln-Zephyr V-12 Convertible Coupe (1938)
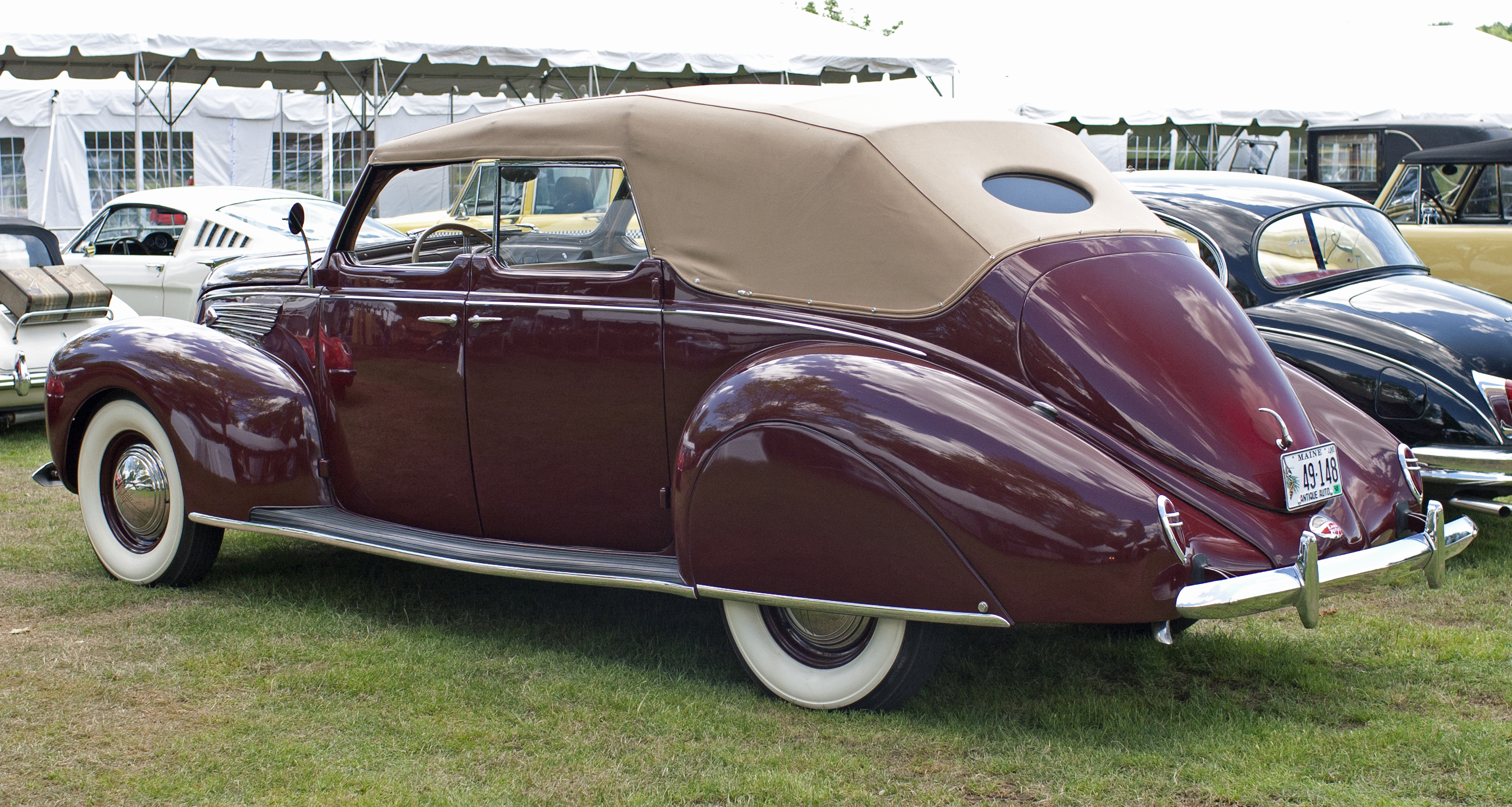
Lincoln-Zephyr V-12 Convertible Sedan (1938)
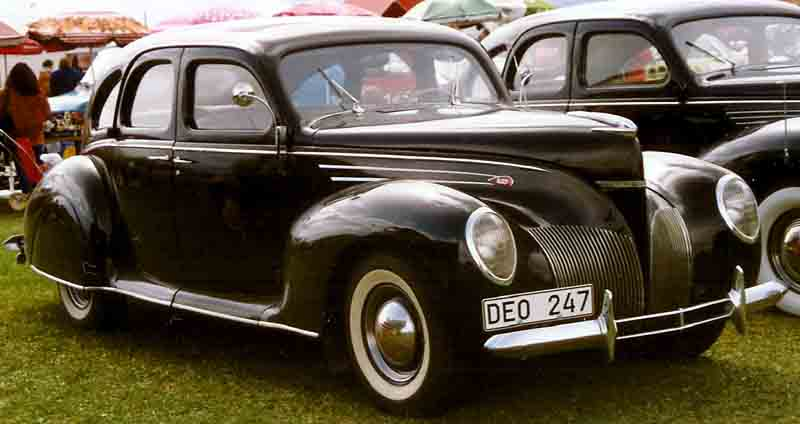
Lincoln-Zephyr V-12 4-deurs sedan (1939)
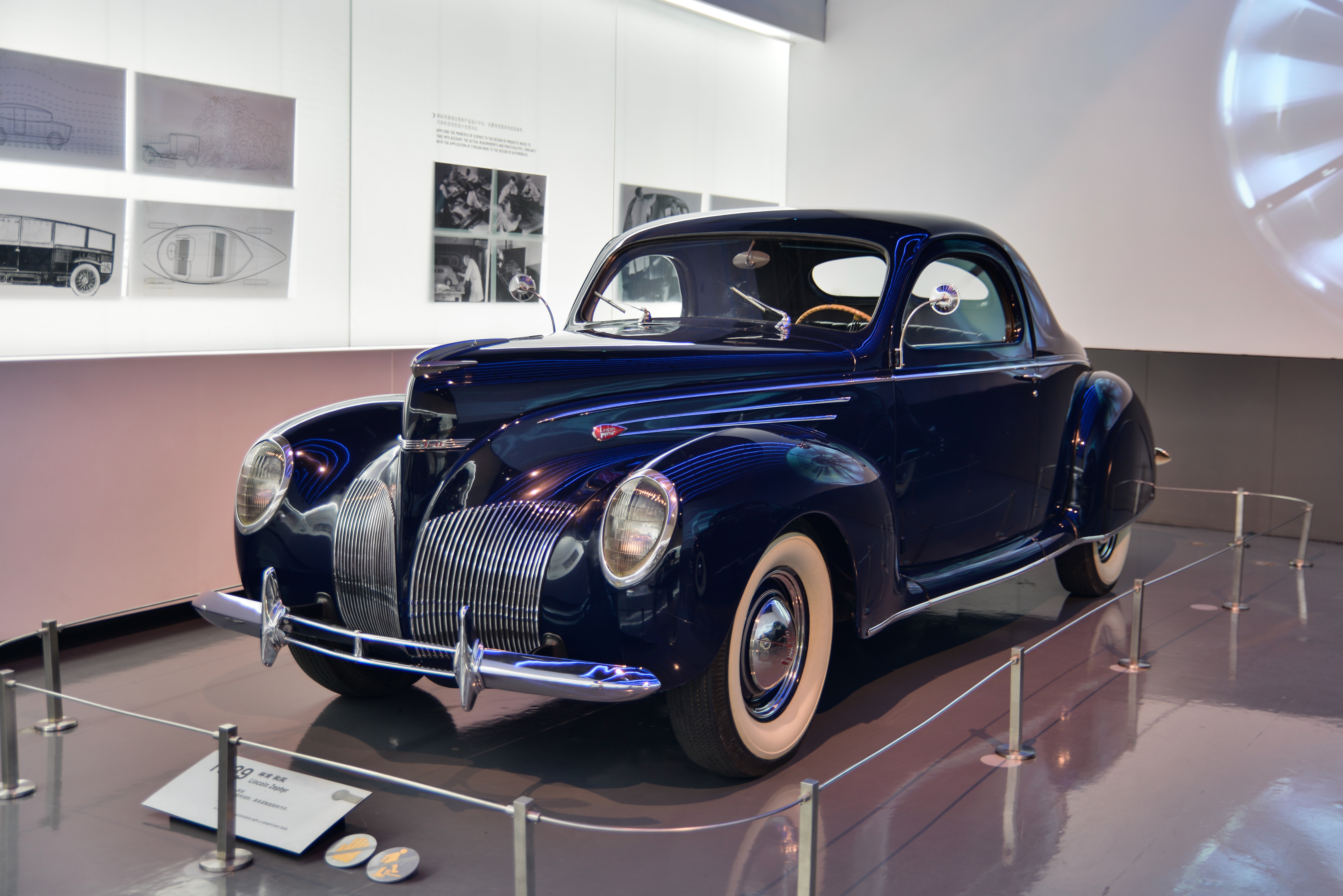
Lincoln-Zephyr (1939)
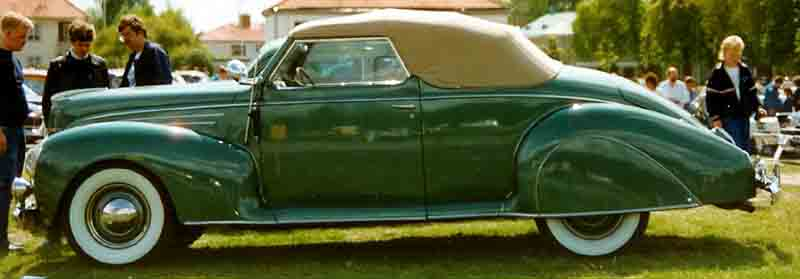
Lincoln-Zephyr V-12 Convertible Coupe (1939)

### Lincoln-Zephyr Continental (1940)
De naam Continental werd door Lincoln voor het eerst gebruikt in 1940. De Lincoln-Zephyr Continental had veel gemeen met de Lincoln-Zephyr, maar door zijn luxueuze uitrusting deed hij een geheel nieuw autosegment ontstaan: de personal luxury car, een segment van sportieve coupés en cabriolets die groter waren dan klassieke sportwagens en waarbij de focus vooral lag op styling en comfort en in mindere mate op prestaties en wegligging.
De wagen werd grotendeels met de hand gebouwd omdat de matrijzen voor de plaatpersen pas in 1941 beschikbaar waren. De productie begon eind 1939 met de Continental Cabriolet, vanaf midden 1940 was er ook een Continental Club Coupe beschikbaar.
De Continental werd aangedreven door een 4,8-liter V12-motor met 110 pk (SAE gross). Een in het oog springend kenmerk was het op de kofferbak gemonteerde reservewiel, wat naderhand ook bij andere fabrikanten het "Continental reservewiel" zou genoemd worden en wat een typerend kenmerk van de latere Lincoln Mark Series zou worden.
Er werden slechts 350 Cabriolets en 54 Club Coupes gebouwd.

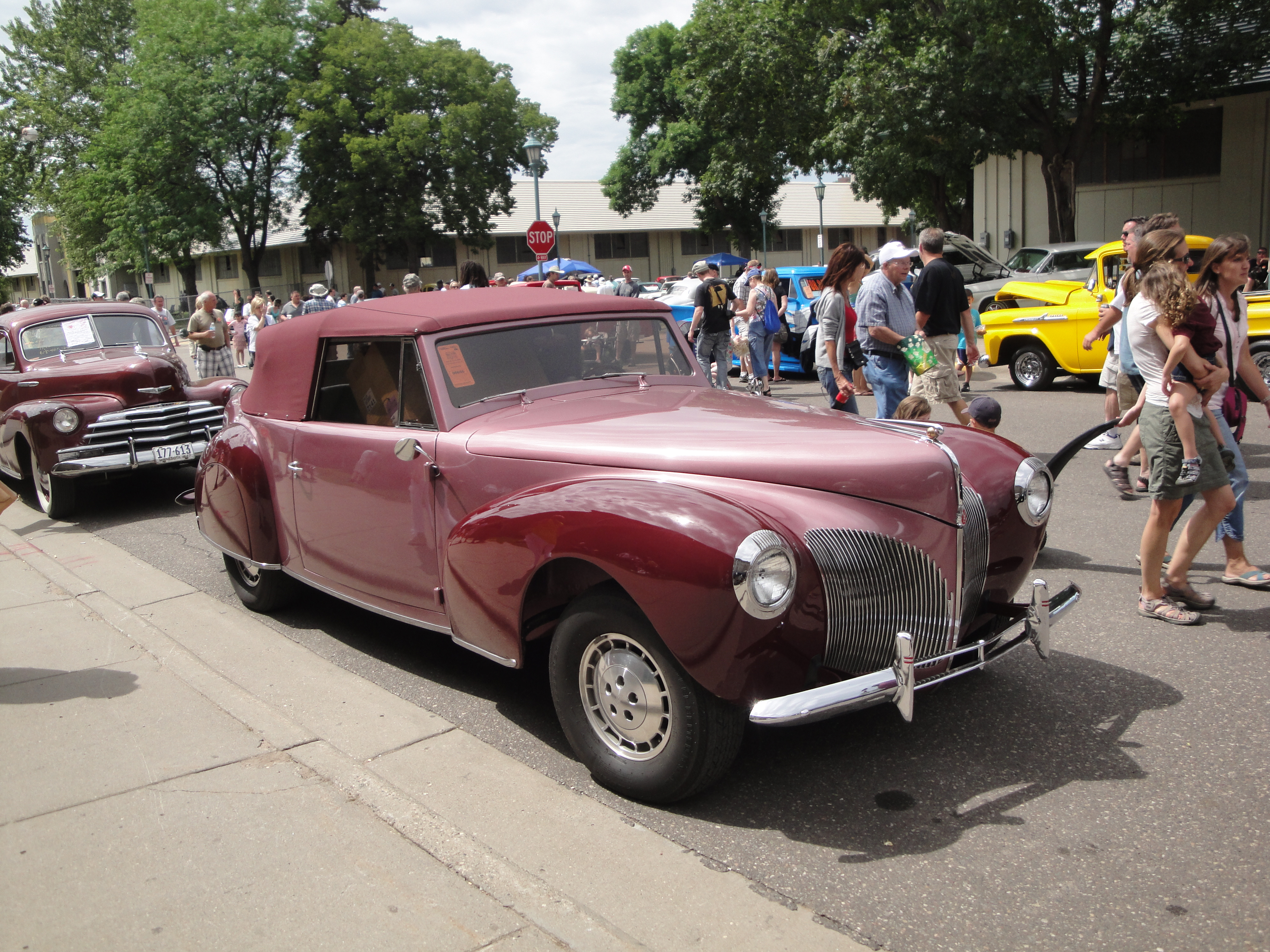
Lincoln-Zephyr Continental Cabriolet (1940)
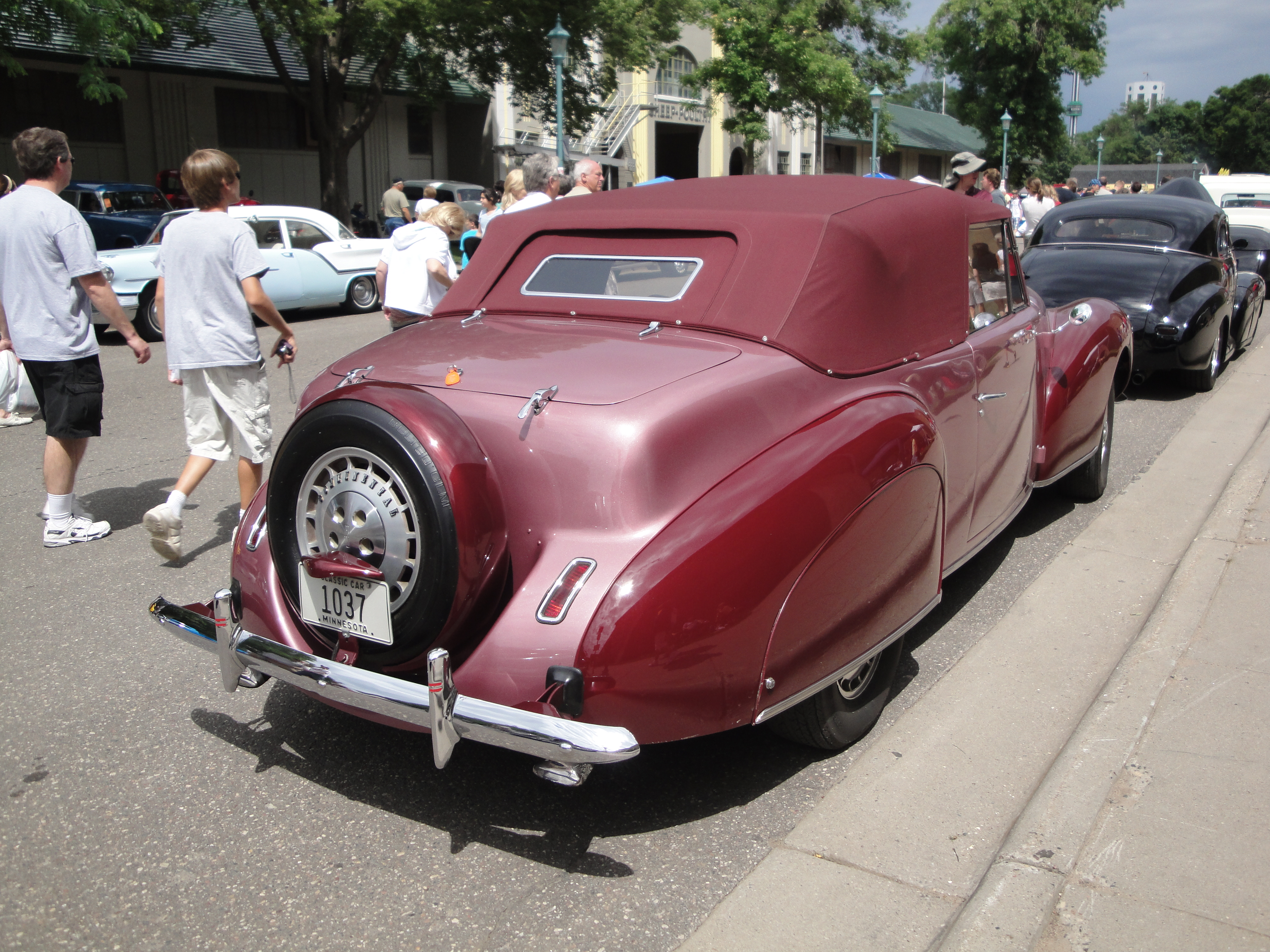
Lincoln-Zephyr Continental Cabriolet (1940), achteraanzicht

### Lincoln Zephyr V-12 (1941-1942)
In mei 1940 werd de Lincoln Motor Company omgevormd tot de Lincoln-divisie van Ford. Daardoor behoorde de Lincoln-Zephyr vanaf 1941 niet meer tot een apart merk, maar werd het een model van Lincoln met de naam Lincoln Zephyr V-12. In zijn beide productiejaren werd de Lincoln Zephyr aangeboden als Sedan, Coupe, Club Coupe en Convertible Coupe.

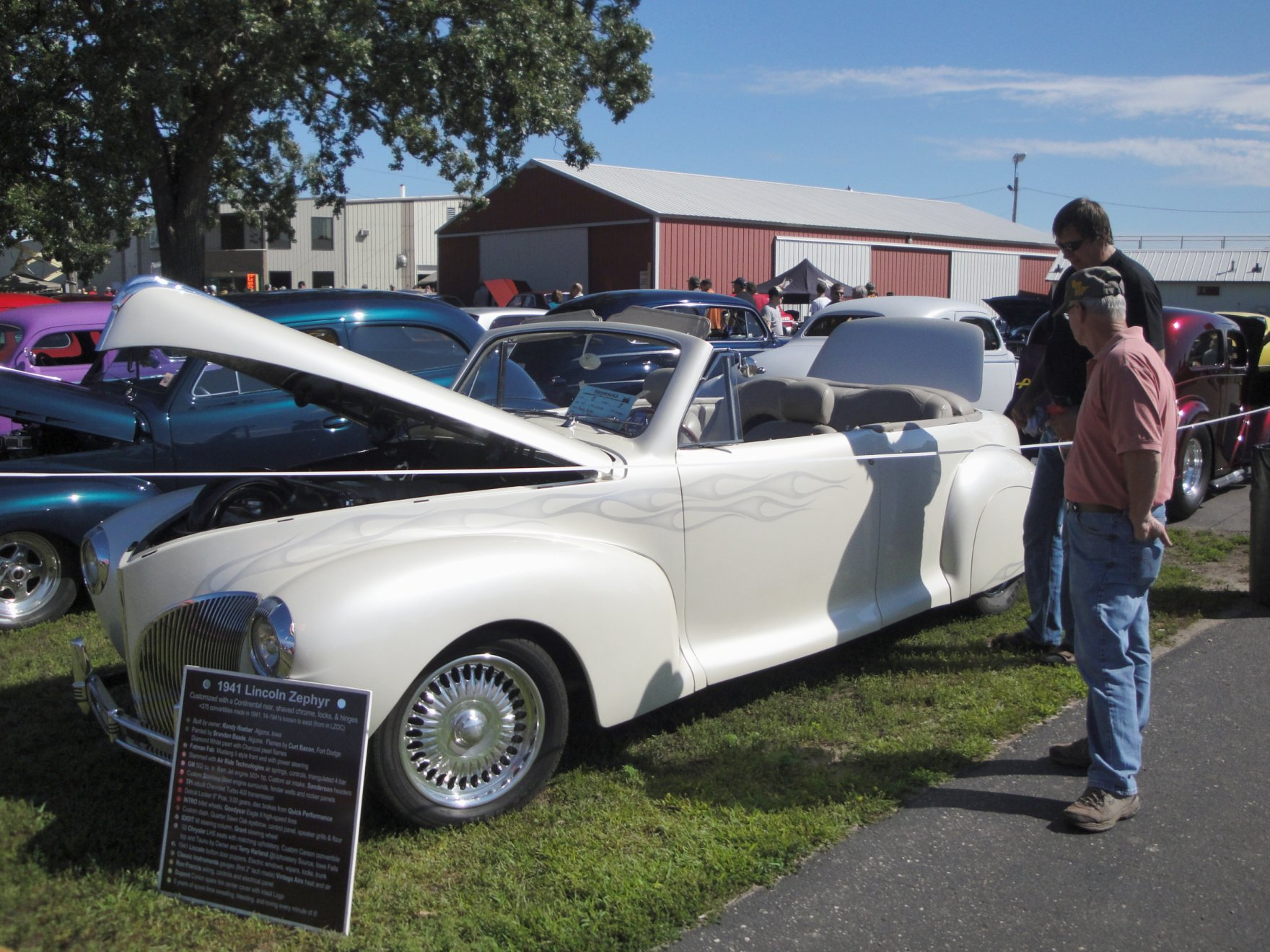
Lincoln Zephyr Convertible Coupe (1941)
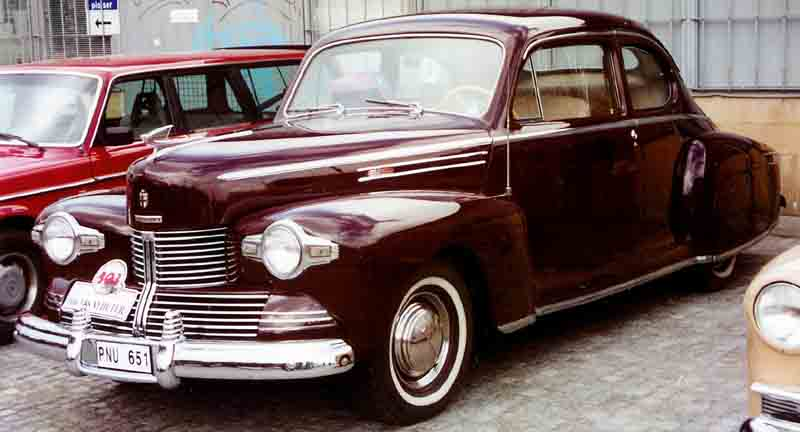
Lincoln Zephyr Club Coupe (1942)

## Afgeleide modellen

### Lincoln Custom (1941-1942)
De Lincoln Custom verving zowel de grote auto's uit de Lincoln K-series  als de Lincoln-Zephyr Town-Limousine uit de jaren dertig. Er waren twee versies beschikbaar: de model 31, een sedan die plaats bood aan acht inzittenden en de model 32, een limousine voor acht personen. Die laatste was voorzien van een elektrisch bediende glazen scheidingswand tussen het bestuurders- en het passagierscompartiment.

### Lincoln Continental (1941-1948)
In 1941 werd de Lincoln-Zephyr Continental omgedoopt tot de Lincoln Continental. Voor het modeljaar 1942 kreeg de Continental nieuwe spatborden en een hertekend radiatorrooster. Het resultaat was een hoekiger, zwaarder uitzicht in overeenstemming met de toen geldende designtrends. In 1942 werd de productie tijdelijk opgeschort, nadat de Verenigde Staten in de Tweede Wereldoorlog betrokken raakte: de aanval op Pearl Harbor leidde tot de stopzetting van de productie van alle auto's voor civiel gebruik.
Na de Tweede Wereldoorlog bracht de Lincoln-divisie van Ford de Continental terug op de markt als een model uit 1946. Lincoln liet de Zephyr-naam vallen na de oorlog, de naoorlogse Continental werd afgeleid van de standaard Lincoln. Om kopers aan te trekken werd het ontwerp opgefrist met bijgewerkte sierelementen en een nieuw radiatorrooster. In 1947 kreeg het interieur een afwerking in walnoothout.
Na het overlijden van Edsel Ford in 1943 reorganiseerde Ford Motor Company zijn managementstructuur, wat leidde tot het vertrek van de ontwerper van de Continental, Bob Gregorie. De naoorlogse Continental werd ontworpen door de bekende industrieel ontwerper Raymond Loewy.
De productie van de Lincoln Continental eindigde in 1948 omdat de Lincoln-divisie haar nieuwe modellijn uit 1949 wilde herontwikkelen als een verbeterde versie van de Mercury-modellen. De dure personal luxury car paste niet meer in deze nieuwe strategie.
De Lincoln Continental uit 1948 en de standaard Lincoln uit 1948 waren de laatste auto's met een V12-motor die in serie werden geproduceerd door een grote Amerikaanse autofabrikant.
De basisprijs voor de Continental coupé bedroeg $2.727  (het equivalent van $48.000 in 2020), voor een Continental cabriolet moest $2.778 neergeteld worden (gelijk aan $48.900 in 2020).
Van 1940 tot 1948 werden er in totaal 3.047 coupés en 2.277 cabriolets gebouwd.

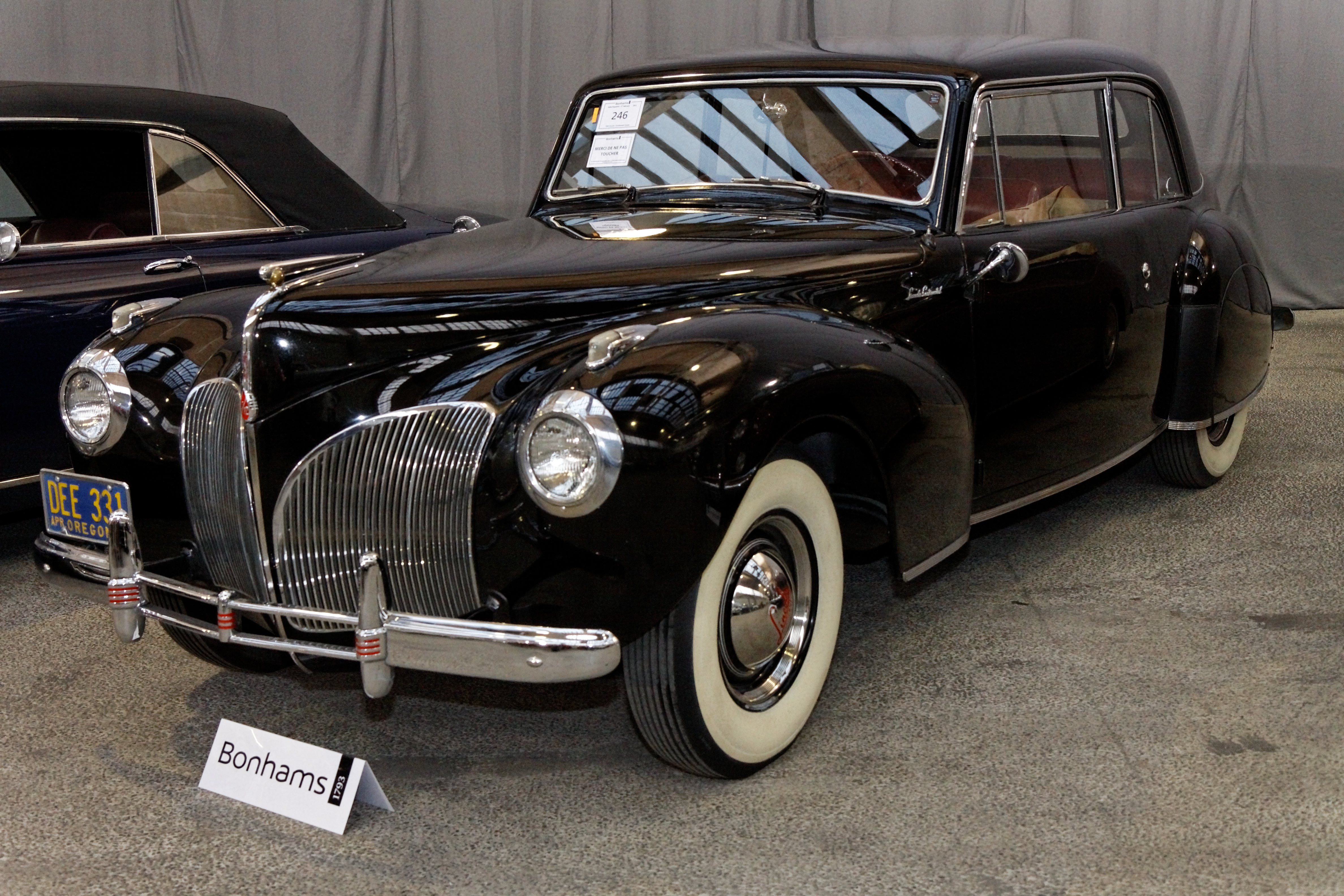
Lincoln Continental coupé (1941)
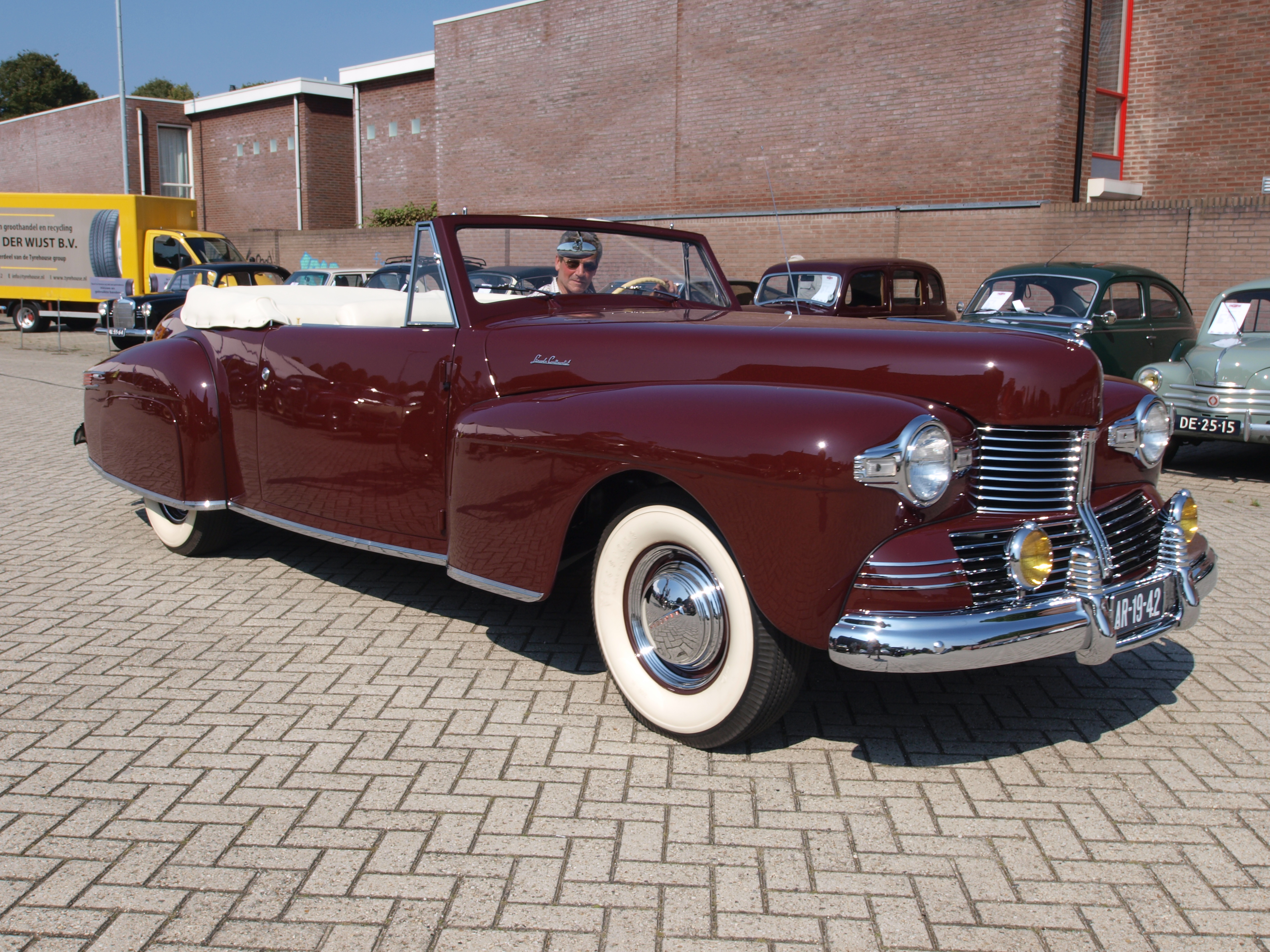
Lincoln Continental cabriolet (1942) met het nieuwe radiatorrooster
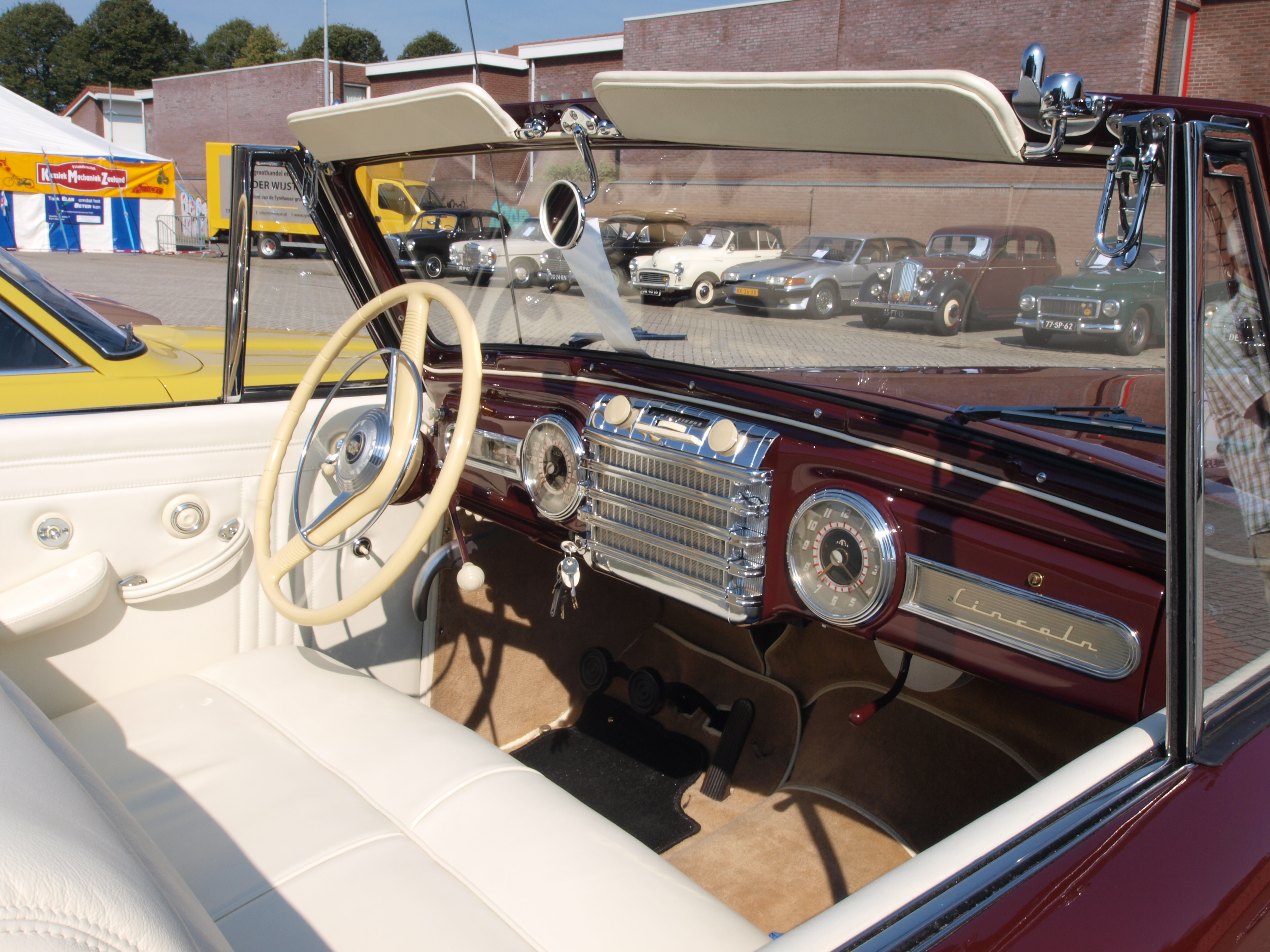
Lincoln Continental cabriolet (1942), interieur
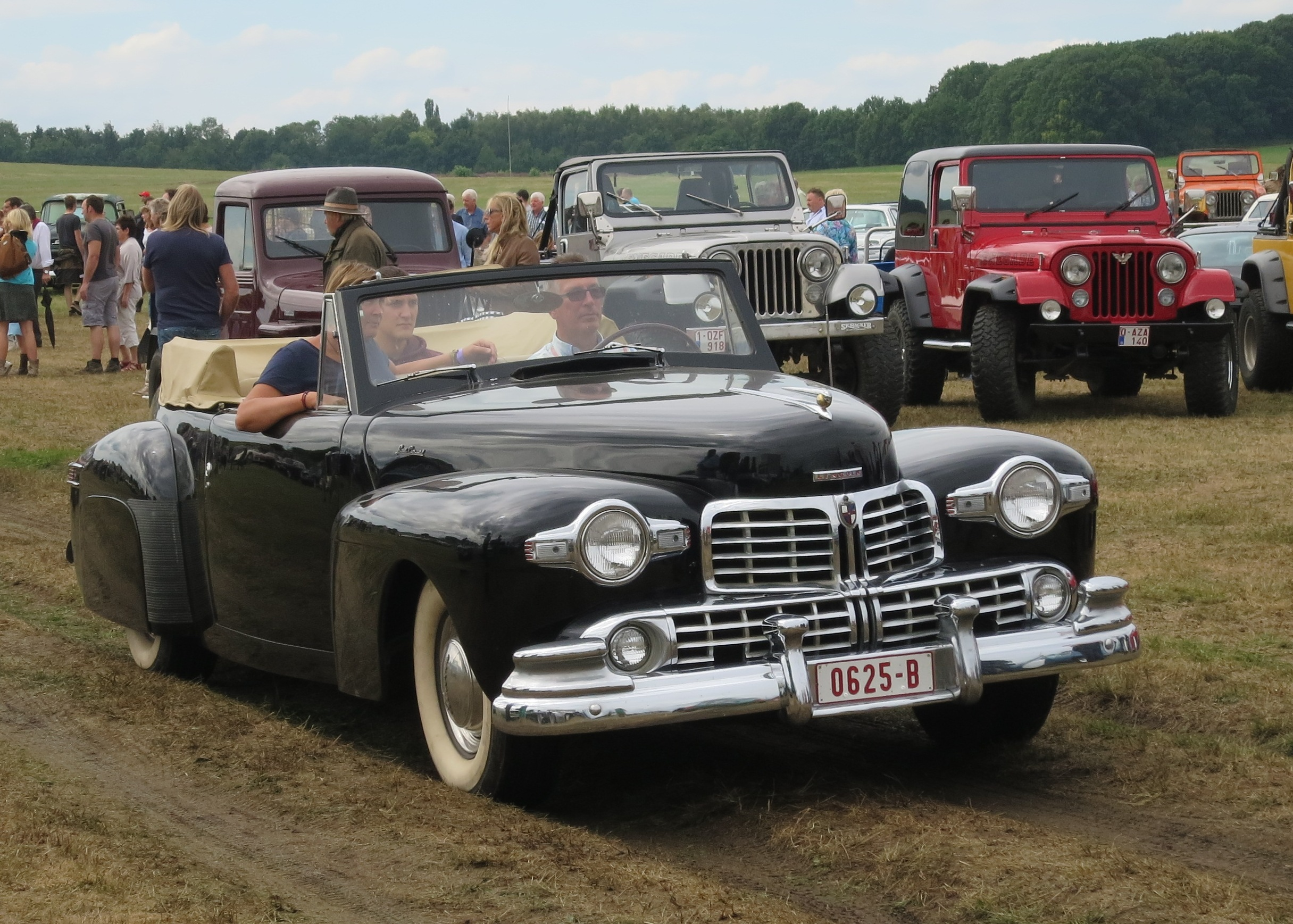
Lincoln Continental cabriolet (1948)
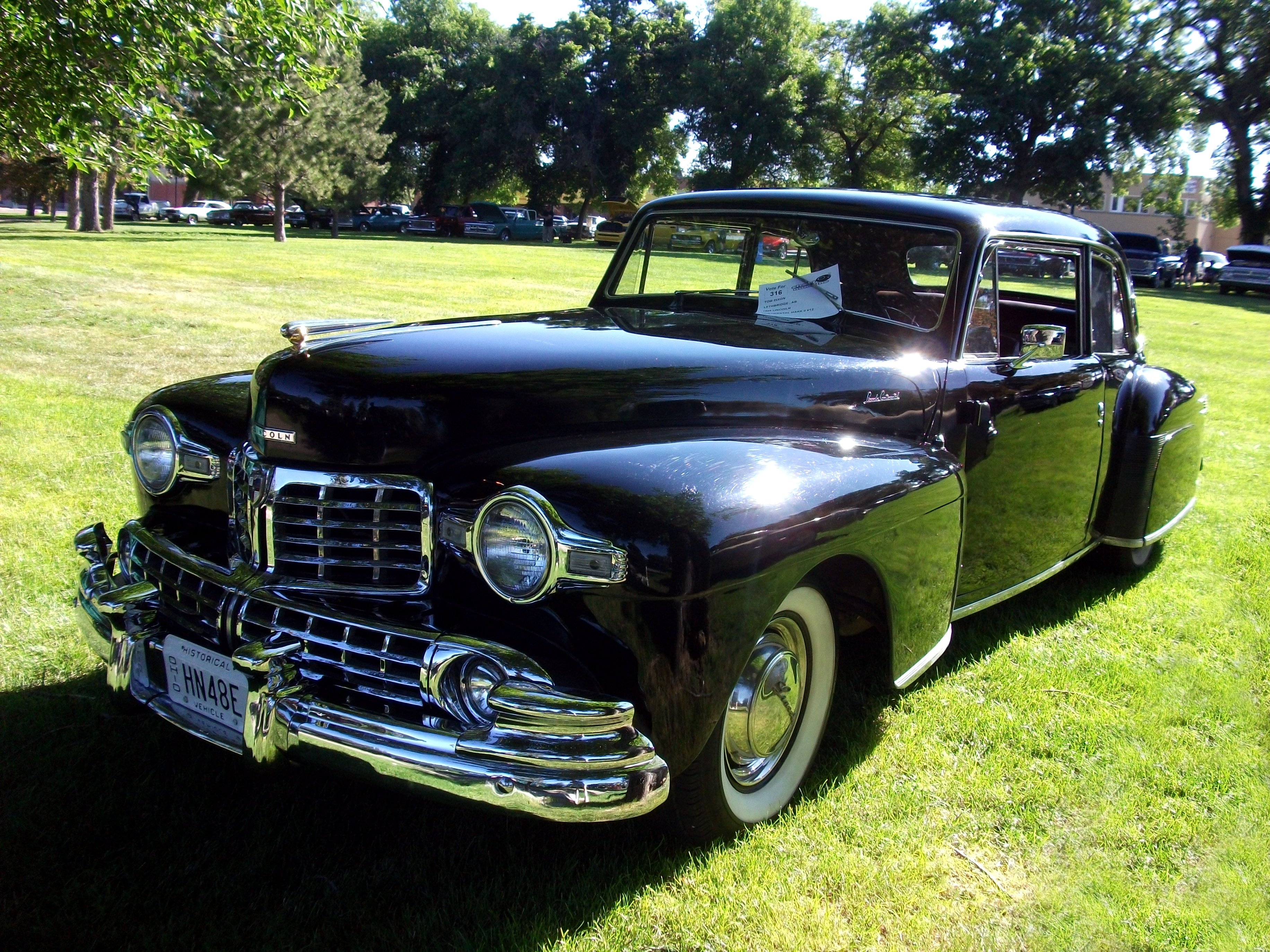
Lincoln Continental coupé (1948)
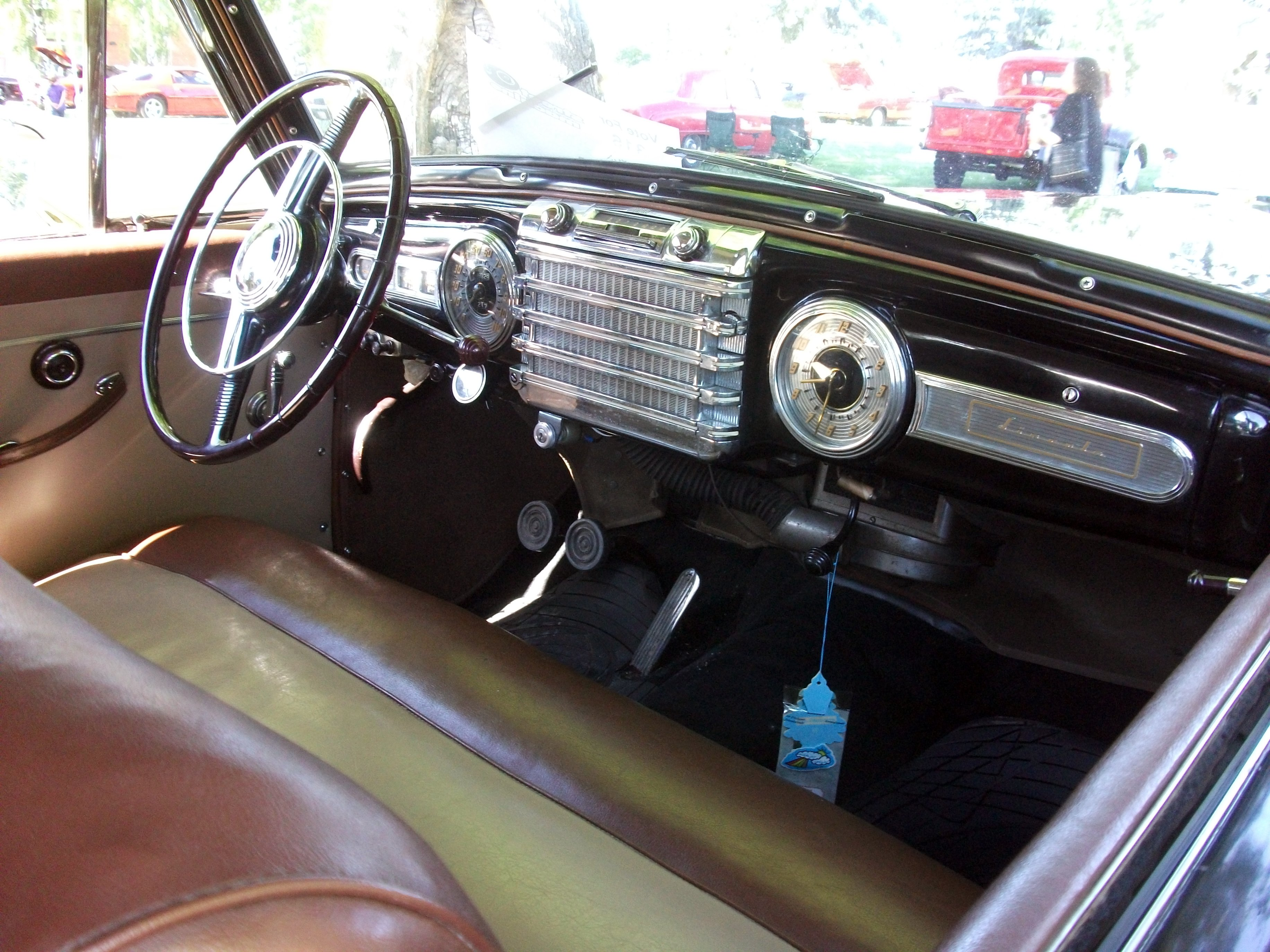
Lincoln Continental coupé (1948), interieur
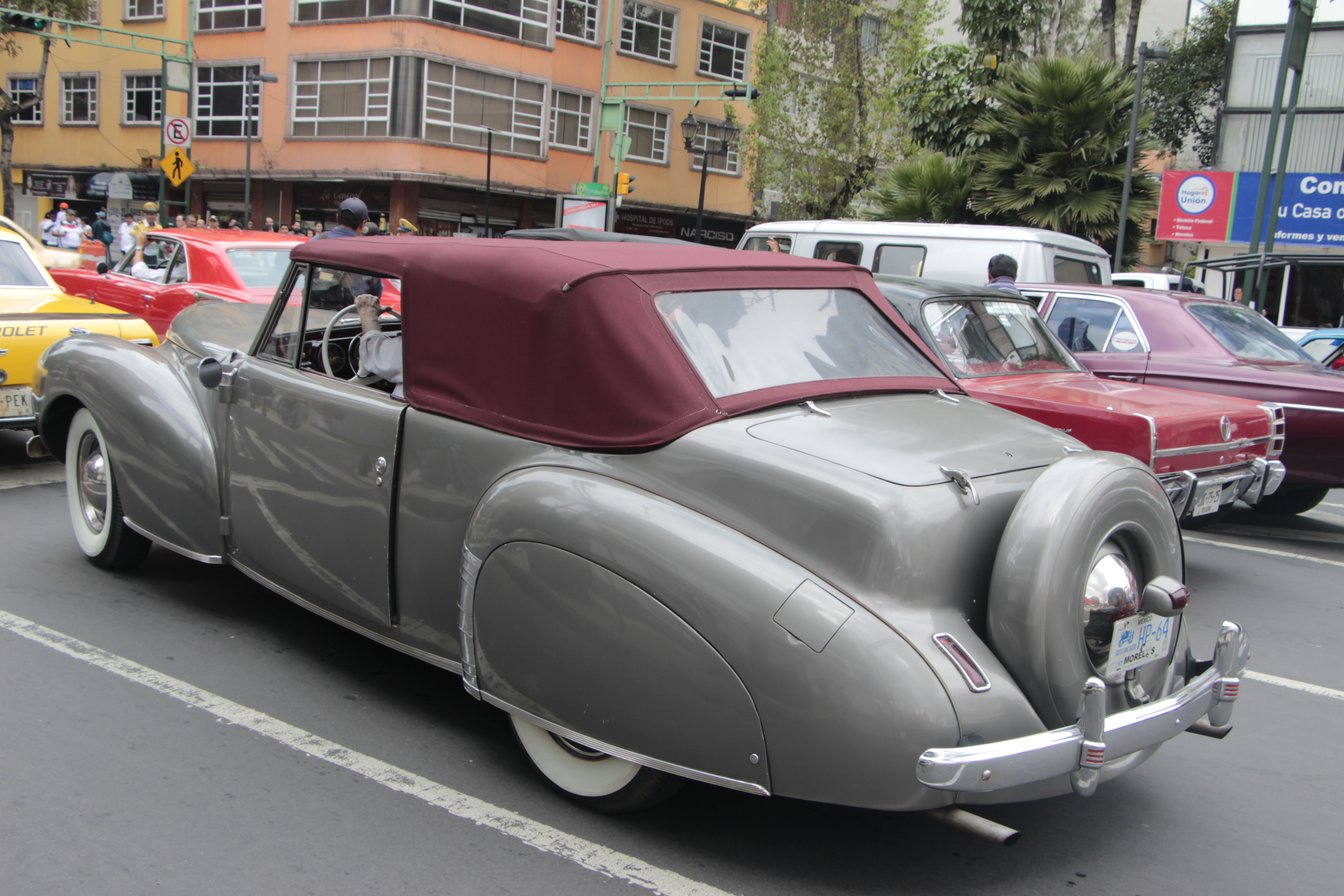
Het op de kofferbak gemonteerde reservewiel.

### Lincoln (1946-1948)
Toen Lincoln de productie hervatte na de Tweede Wereldoorlog werd de naam Zephyr geschrapt en werden de grote luxewagens tijdens de modeljaren 1946-1948 verkocht zonder een echte modelnaam. Ze werden gewoon aangeduid met hun carrosserietype: Sedan, Club Coupe of Convertible Coupe. Voor identificatiedoeleinden worden deze wagens meestal de H-serie genoemd. Deze reeks bleef de 4,8-liter V12-motor gebruiken.
Lincoln bood voortaan ook niet langer luxueus uitgeruste voertuigen aan in het segment van de hogere middenklasse, die rol werd overgenomen door Mercury.

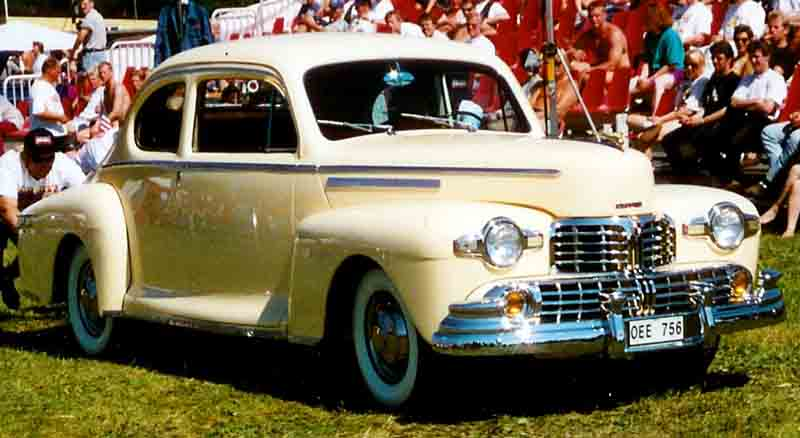
Lincoln Coupe (1946)
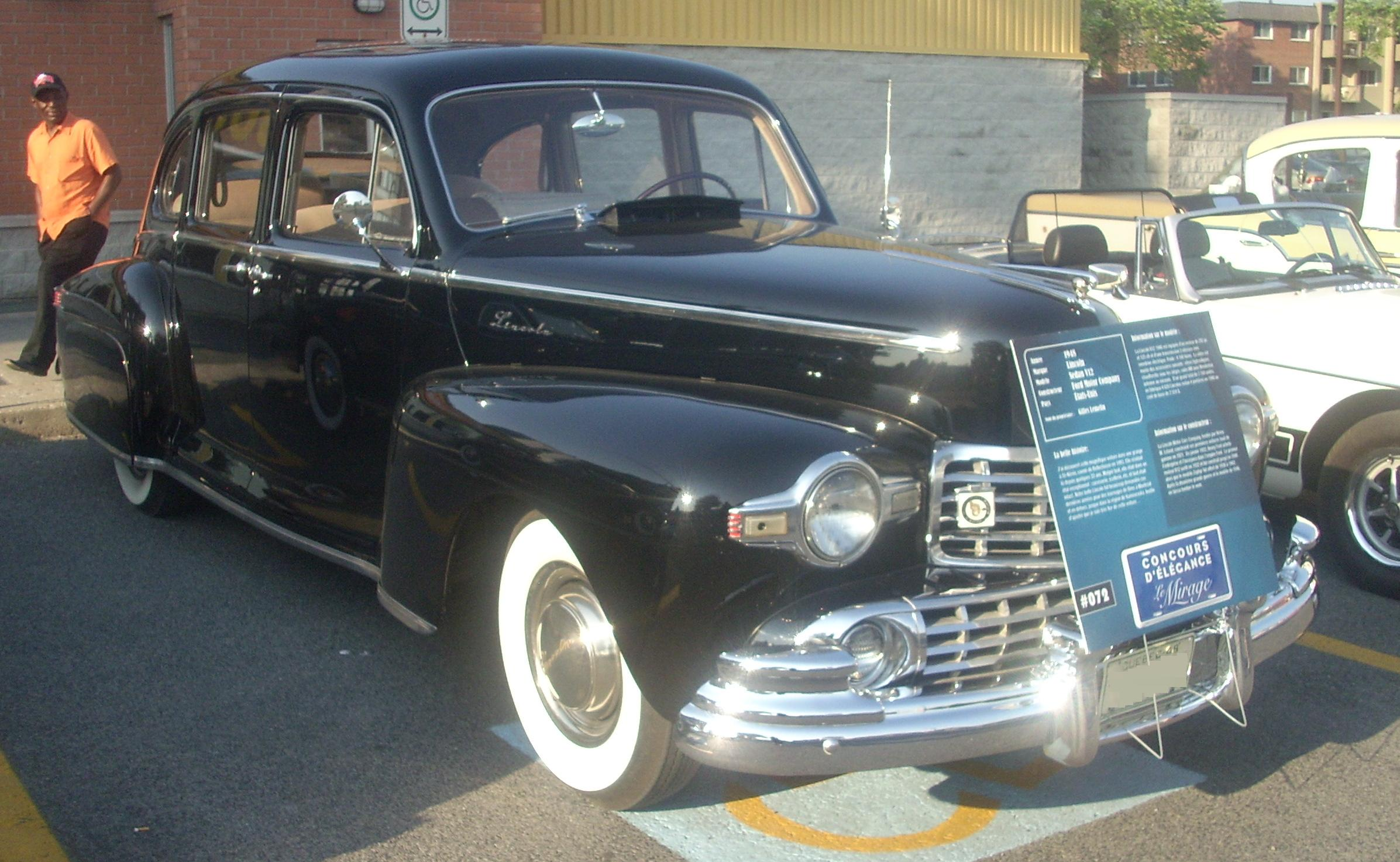
Lincoln (1948)